# Cebu City
Cebu City (Officieel: City of Cebu, Cebuano: Dakbayan sa Sugbo, Filipijns: Lungsod ng Cebu) is een stad in de Filipijnen op het eiland Cebu. Cebu City is de hoofdstad van de gelijknamige provincie Cebu. De stad wordt ook wel de koningin van het zuiden genoemd en is de oudste stad van het land. Bij de census van 2015 telde de stad bijna 923 duizend inwoners. Het was daarmee de op vier na grootste stad van het land.
De metropool Cebu omvat naast de stad Cebu City nog negen andere steden en gemeenten. Metro Cebu is na Metro Manilla de dichtstbevolkte en grootste metropool van de Filipijnen.
Mactan-Cebu International Airport, de internationale luchthaven van Metro Cebu ligt op het eiland Mactan, net voor de kust van Cebu. De luchthaven is, op de internationale luchthaven van Manilla na, de drukste van het land.

## Geschiedenis
Cebu City (vroeger ook wel Sugbu genoemd) was al een welvarende nederzetting voordat de Spanjaarden er arriveerden in 1521. De inwoners handelden met de volkeren uit de regio. De eerste Europeanen die hier aankwamen waren de opvarenden van de Spaanse vloot onder leiding van de Portugees Fernão de Magalhães. Op zondag 7 april 1521 voeren ze de haven van Cebu City binnen met de overgebleven drie schepen (de Trinidad, de Victoria en de Concepcíon), waar ze een ontwikkelde beschaving aantroffen. Op 14 april 1521 werd de koning (Rajah) Hamabon van Cebu samen met zijn vrouw en 800 van zijn onderdanen gedoopt en bekeerd tot het christendom. Met Magalhães liep het slecht af, toen hij een paar weken later in een gevecht met een koning van het naburige Mactan, genaamd Lapu-Lapu, stierf aan zijn opgelopen verwondingen.
Tientallen jaren na Fernão de Magalhães kwam op 27 april 1565 Miguel López de Legazpi met een 400 man grote expeditie in Cebu aan. De stad werd met de grond gelijk gemaakt en later weer opnieuw opgebouwd door de Spanjaarden. Ze noemden deze eerste Spaanse nederzetting in de Filipijnen: Villa del Santisimo Nombre de Jesús.
Zes jaar lang, terwijl de Spanjaarden bezig waren om de controle over de hele archipel te krijgen, was Cebu de hoofdstad van de nieuwe Spaanse kolonie. Toen Legazpi in 1571 Cebu verliet en vertrok naar de nieuwe hoofdstad Manilla, bleven ongeveer de helft van zijn soldaten in Cebu achter onder leiding van een provinciale gouverneur.
Pas drie eeuwen later kwam er, net als in de rest van de Filipijnen, een einde aan de Spaanse overheersing middels het uitroepen van de onafhankelijkheid op 12 juni 1898 door Emilio Aguinaldo. Kort daarna in 1901 werd Cebu een gemeente. Op 24 februari 1937 werd Cebu een stad.

## Cultuur en samenleving

### Onderwijs
Metro Cebu is, na Metro Manilla, het belangrijkste educatieve centrum van de Filipijnen. In de stad Cebu City zijn momenteel acht universiteiten gevestigd met elk een aantal locaties binnen de metropool en meer dan een dozijn andere scholen en colleges in zeer diverse richtingen. In het verleden was ook de nieuwste universiteit uit de regio, de Cebu Doctors' University (voorheen de Cebu Doctors' College) gevestigd in Cebu City. Deze eerste en enige medische universiteit in de Filipijnen is tegenwoordig echter gevestigd in Mandaue City.
Een van de universiteiten in de stad is de University of the Philippines. De campus in Cebu City is een van de vier campussen van lokale Visayas-afdeling van de staatsuniversiteit. De andere drie bevinden zich in Iloilo City, Miagao en Tacloban City. De University of the Philippines wordt algemeen beschouwd als de beste universiteit van het land. Aan deze universiteit, die gevestigd is in de barangay Camputhaw, kunnen acht verschillende opleidingen worden gevolgd.
De oudste onderwijsinstelling in de Filipijnen (en dus ook van Cebu City) is de University of San Carlos. Deze universiteit werd in 1595 opgericht door de jezuïeten als het Colegio de San Ildefonso. Tegenwoordig heeft de universiteit vier campussen door de hele stad heen. Hoewel de University of San Carlos als onderwijsinstelling eerder bestond was de University of the Visayas de eerste universiteit van Cebu City.
Een andere katholieke universiteit in Cebu City is de University of San Jose-Recoletos. Daarnaast is er de in 2002 geopende University of Cebu, die gevestigd is in een modern gebouw van negen verdiepingen. Naast de reeds genoemde universiteiten bevinden ook de Southwestern University, de Cebu Normal University, University of Southern Philippines, Cebu Institute of Technology, de University of San Jose-Recoletos en de Indiana Aeronautical University zich in Cebu City.
Veel buitenlandse studenten komen naar Cebu City om er te studeren, omdat het onderwijs er relatief goedkoop is. De meerderheid hiervan is Iraans of Nepalees. Zij studeren meestal voor arts of tandarts. De laatste jaren komen er ook veel Koreanen naar Cebu City om Engels te studeren.

### Religie

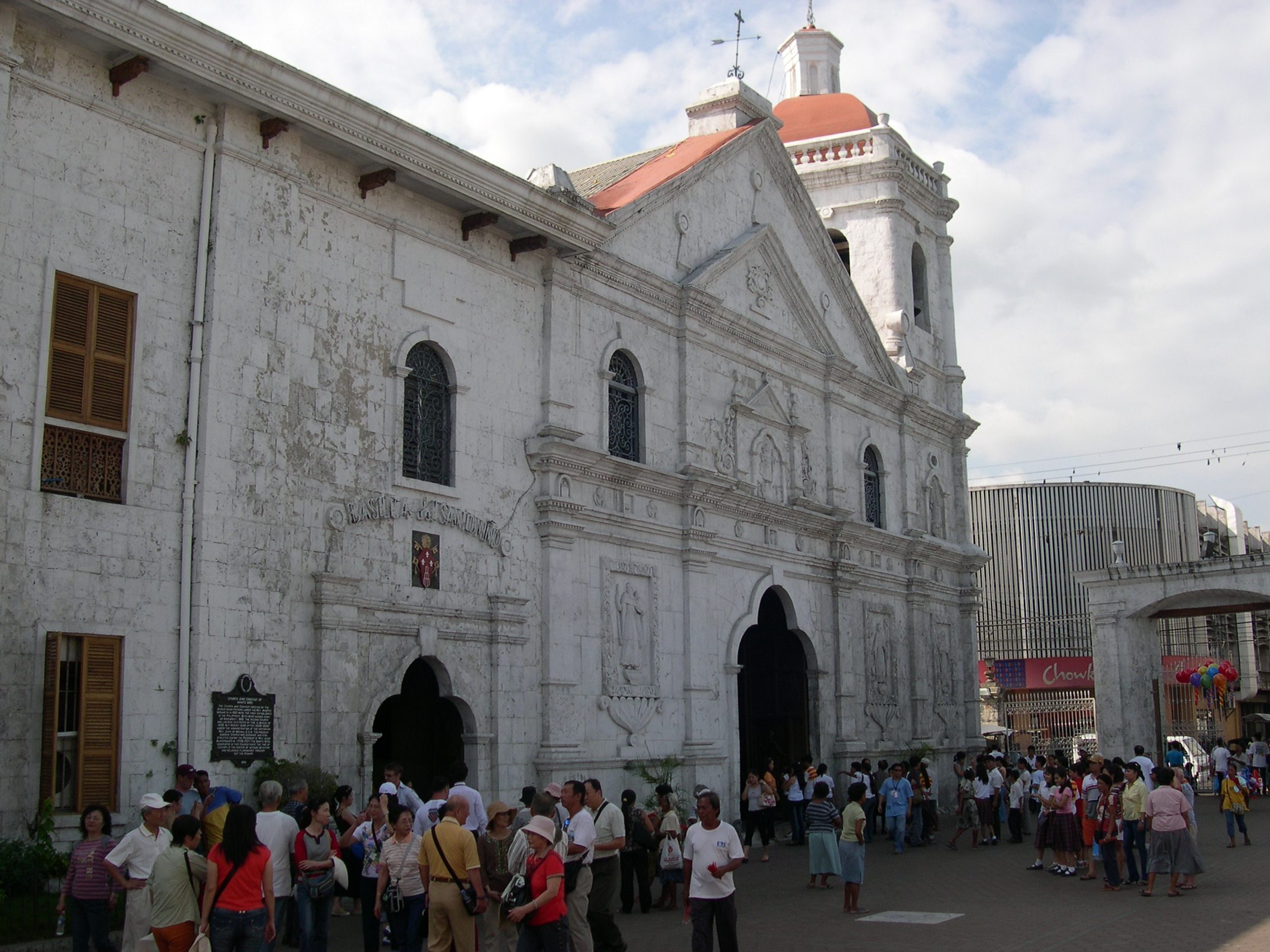
Basilica minore del Santo Niño in Cebu City

Een groot deel van de mensen uit Cebu is rooms-katholiek. Deze godsdienst is door de Spanjaarden geïntroduceerd. Fernão de Magalhães begon bij zijn aankomst in Cebu in 1521 met het bekeren van de lokale heerser Rajah Humabon en zijn onderdanen. In de bijna 400 jaar van Spaanse overheersing die volgde heeft het grootste deel van de bevolking dat voorbeeld gevolgd. De metropolitane kathedraal van het aartsbisdom Cebu is de Cebu Metropolitan Cathedral en daarmee de zetel van de aartsbisschop van Cebu, Jose Palma. In het centrum van Cebu City bevindt zich ook de basilica minore del Santo Niño. Deze basiliek is een van de zes basilieken in de Filipijnen en de enige van buiten het eiland Luzon.
Een relatief klein deel van de bevolking belijdt andere godsdiensten, zoals Aglipay (genoemd naar de oprichter Gregorio Aglipay). Aglipay wordt meer officieel de Iglesia Filipina Independiente genoemd en is een afsplitsing van de katholieke kerk. Een klein deel van de bevolking is moslim.

## Geografie

### Bestuurlijke indeling
De stad Cebu City is opgedeeld in twee districten. Het district Noord heeft 46 barangays en Zuid heeft er 34. Onderstaande lijst bevat de namen van alle 80 barangays:
- Adlawon
- Agsungot
- Apas
- Babag
- Bacayan
- Banilad
- Basak Pardo
- Basak San Nicolas
- Binaliw
- Bonbon
- Budla-an
- Buhisan
- Bulacao
- Buot-Taup
- Busay
- Calamba
- Cambinocot
- Capitol Site
- Carreta
- Cebu Port Center
- Cogon Pardo
- Cogon Ramos
- Day-as
- Duljo
- Ermita
- Guadalupe
- Guba
- Hipodromo
- Inayawan
- Kalubihan
- Kalunasan
- Kamagayan
- Kamputhaw
- Kasambagan
- Kinasang-an
- Labangon
- Lahug
- Lorega San Miguel
- Lusaran
- Luz
- Mabini
- Mabolo Proper
- Malubog
- Mambaling
- Pahina Central
- Pahina San Nicolas
- Pamutan
- Parian
- Paril
- Pasil
- Pit-os
- Poblacion Pardo
- Pulangbato
- Pung-ol-Sibugay
- Punta Princesa
- Quiot
- Sambag I
- Sambag II
- San Antonio
- San Jose
- San Nicolas Proper
- San Roque
- Sapangdaku
- Santa Cruz
- Santo Niño
- Sawang Calero
- Sinsin
- Sirao
- Sudlon I
- Sudlon II
- T. Padilla
- Tabunan
- Tagba-o
- Talamban
- Taptap
- Tejero
- Tinago
- Tisa
- Toong
- Zapatera

### Topografie en landschap

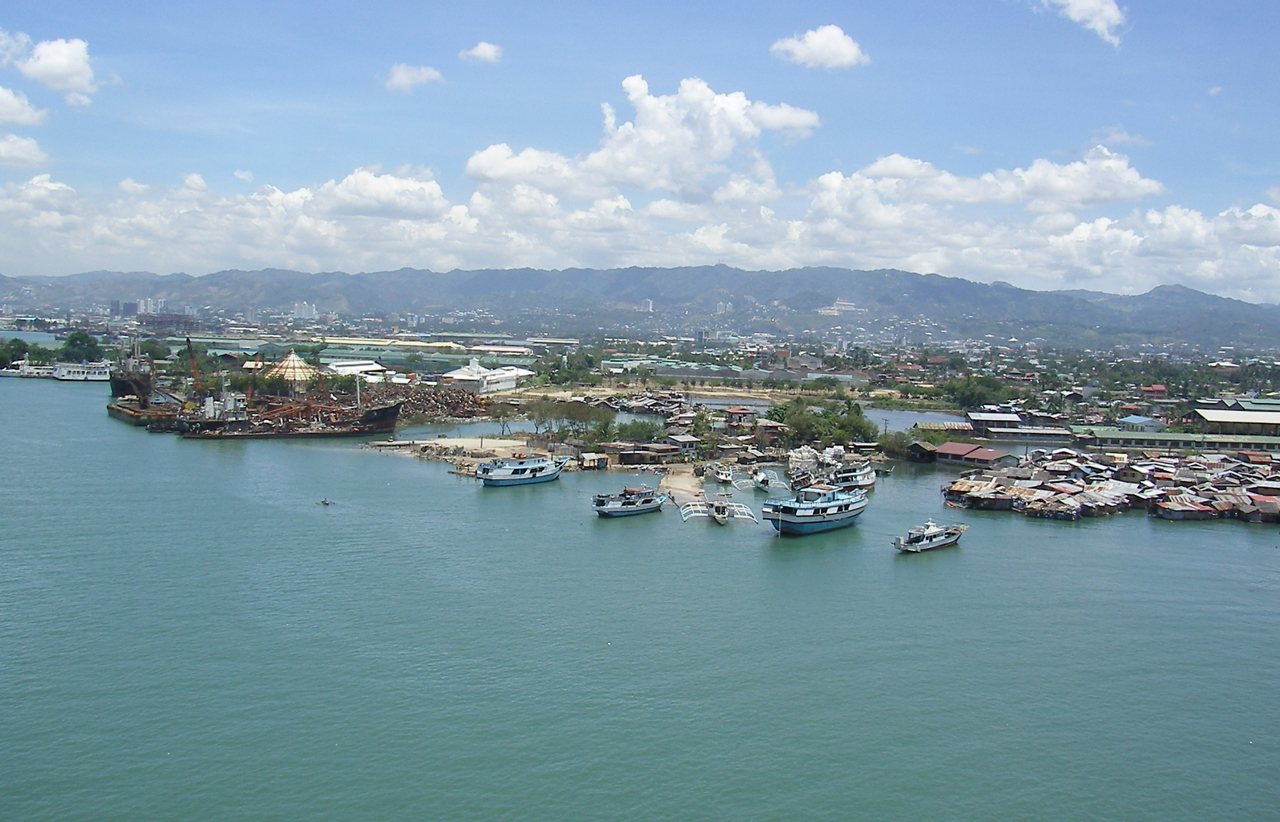
Cebu City

Cebu City ligt midden op het eiland Cebu aan de oostkust ter hoogte van het eiland Mactan. Ten noorden van Cebu City liggen Mandaue City en de gemeente Consolacion, in het westen Toledo City en Balamban en in het zuiden Talisay City en Minglanilla.
Het landoppervlak van Cebu City is 328,8 km². Langs de kust is het terrein relatief vlak. Richting het westen wordt het heuvelachtig tot het uiteindelijk meer bergachtig wordt met hoogtes van 200 tot 800 meter.
Door de stad lopen drie rivieren: De Guadalupe, de Lahug en de Kinalumsan.

### Klimaat
Cebu heeft net als de rest van de Filipijnen een tropisch klimaat. De temperatuur is het hele jaar hoog en er valt jaarlijks relatief veel neerslag. De temperatuur in Cebu is gemiddeld 28 °C , met een gemiddelde maximumtemperatuur van 31 °C en een gemiddelde minimumtemperatuur van 25 °C. De totale gemiddelde jaarlijkse neerslag bedraagt 1540 mm. De maanden december, maart en april zijn normaal gesproken droog. De overige maanden en met name juni, juli, september en oktober zijn erg nat.

## Bestuur en politiek

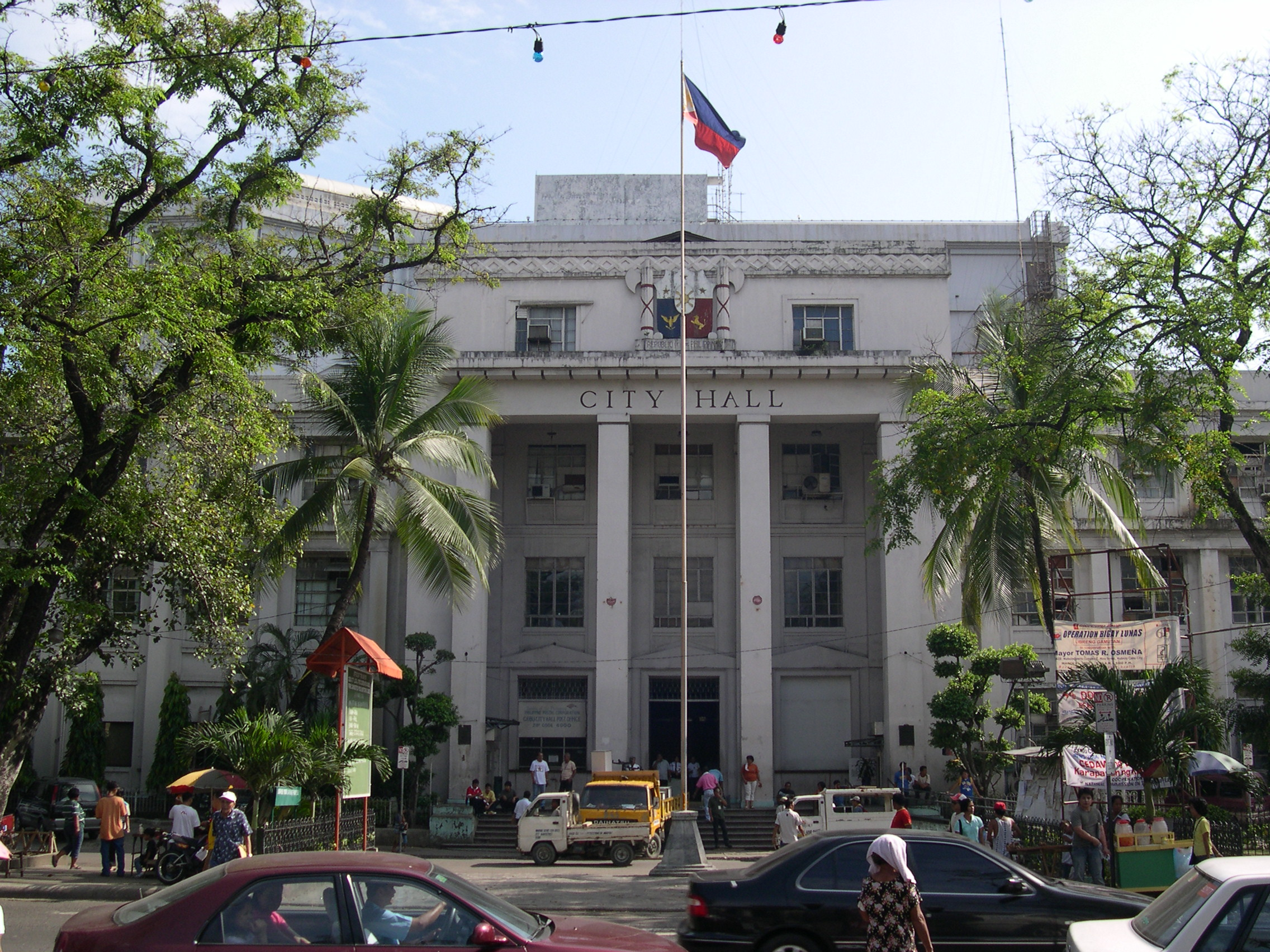
Het stadhuis van Cebu City

Zoals alle steden is de belangrijkste bestuurder van Cebu City de burgemeester. De huidige burgemeester van de stad, Tomas Osmeña is tijdens de verkiezingen van 2016 gekozen voor een nieuwe termijn van drie jaar. Tomas Osmeña was eerder al twee periodes burgemeester van de stad. De viceburgemeester, momenteel Edgar Labella, is voorzitter van de sangguniang panlungsod (stadsraad). Deze sangguniang panlungsod is de wetgevende macht binnen de stad en is samengesteld uit de afgevaardigden uit de twee stadsdistricten van Cebu City en enkele andere afgevaardigden uit de stad. Omdat Cebu City een zogenaamde Chartered City is en de stad daarom onafhankelijk is van de provincie Cebu kunnen de inwoners van Cebu City niet stemmen voor het provinciale bestuur.
Lijst van burgemeesters van Cebu City sinds 1986
- 1986 – 1988 John Henry Osmeña
- 1988 – 1995 Tomas Osmeña
- 1995 – 2001 Alvin Garcia
- 2001 - 2010 Tomas Osmeña
- 2010 - 2016 Mike Rama
- 2016 - 2019 Tomas Osmeña

## Demografie
Cebu City had bij de census van 2015 een inwoneraantal van 922.611 mensen. Dit waren 56.440 mensen (6,5%) meer dan bij de vorige census van 2010. Ten opzichte van de census van 2000 was het aantal inwoners gegroeid met 203.790 mensen (28,4%). De gemiddelde jaarlijkse groei in die periode kwam daarmee uit op 1,65%, hetgeen lager was dan het landelijk jaarlijks gemiddelde over deze periode (1,72%).

De bevolkingsdichtheid van Cebu City was ten tijde van de laatste census, met 922.611 inwoners op 315 km², 2928,9 mensen per km².

## Bezienswaardigheden

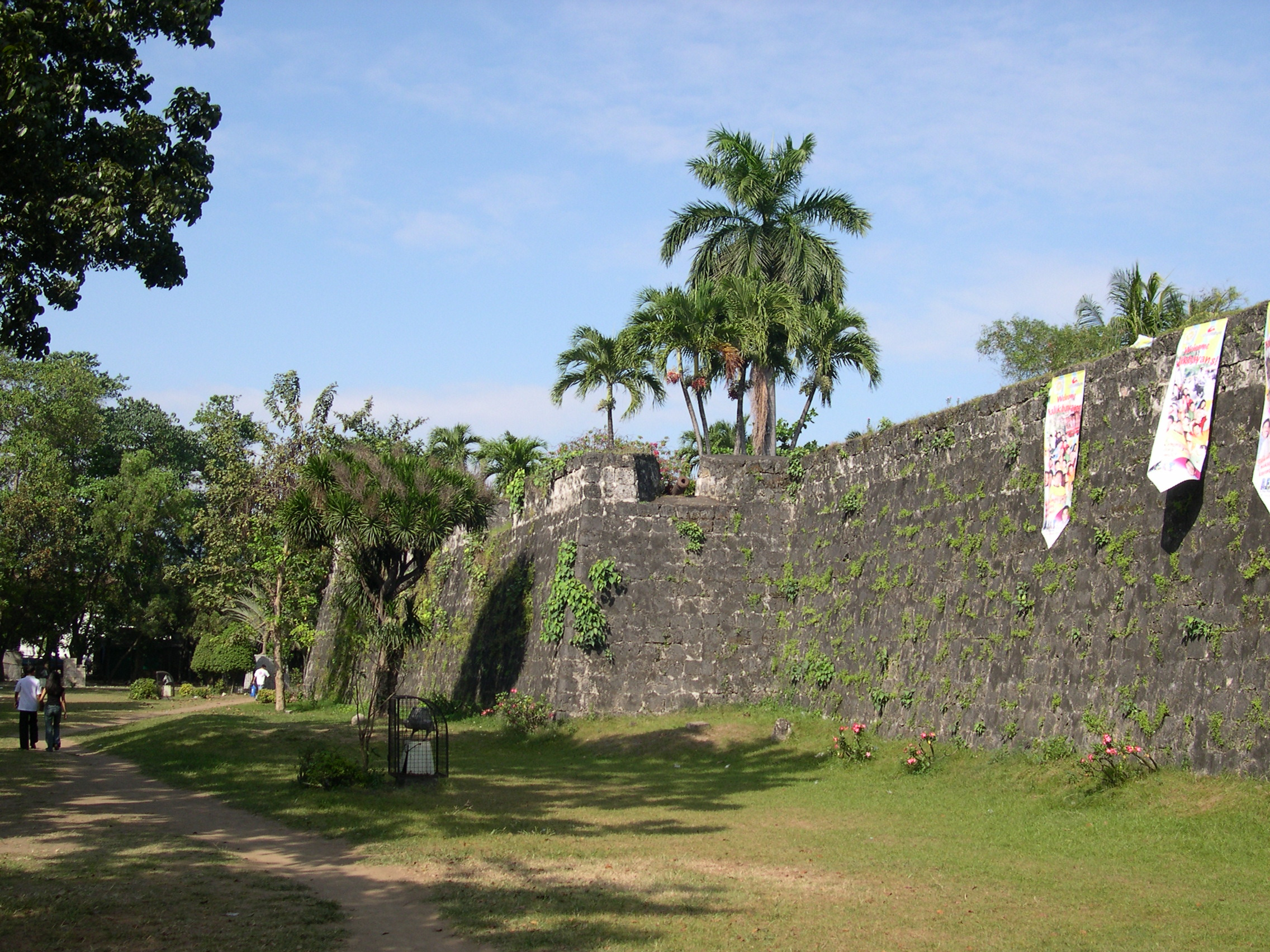
Fort San Pedro in Cebu City

- Magellan's Cross wordt gezien als een nationaal heiligdom. Op deze plaats werden in 1521 de eerste Filipino's gedoopt tot het christendom.
- Fort San Pedro, gebouwd in 1738 en genoemd naar het vlaggenschip van Legazpi.
- De Basilica minore del Santo Niño is gebouwd in 1565. Het is drie maal door een brand verwoest, waarna het in 1737 in de huidige vorm is herbouwd.
- De University of San Carlos in Cebu City is opgericht op 1 augustus 1595 en is daarmee de oudste onderwijsinstelling van de Filipijnen. Omdat het pas in 1948 de status van universiteit werd verleend, claimt de University of Santo Tomas in Manilla de oudste universiteit van het land te zijn.

## Festivals en evenementen
- Sinulog - een jaarlijks terugkerend festival ter ere van Santo Niño. Het wordt gevierd op de derde zondag van januari.

## Geboren in Cebu City
- Vicente Sotto (18 april 1877), voormalig senator en afgevaardigde (overleden 1950);
- Sergio Osmeña (9 september 1878) president van de Filipijnen (overleden 1961);
- Sergio Osmeña jr. (4 december 1916), senator (overleden 1984);
- Estrella Alfon (27 mei 1917), schrijfster (overleden 1983);
- Marcelo Fernan (24 oktober 1927) 18e opperrechter van het hooggerechtshof en voormalig voorzitter van de Filipijnse Senaat (overleden 1999);
- Roman Kintanar (13 juni 1929), meteoroloog (overleden 2007);
- John Henry Osmeña (17 januari 1935), senator en afgevaardigde (overleden 2021);
- Kenneth Cobonpue (22 juli 1968), meubelontwerper;
- Monique Lhuiller (1971), modeontwerpster

## Stedenbanden
- Chula Vista (Verenigde Staten)
- Guadalajara (Mexico)
- Haarlemmermeer (Nederland)
- Honolulu (Verenigde Staten)
- Kaohsiung (Taiwan)
- Kortrijk (België)
- Salinas (Verenigde Staten)
- Seattle (Verenigde Staten)
- Xiamen (China)
- Yeosu (Zuid-Korea)